# جوزپه گرزار

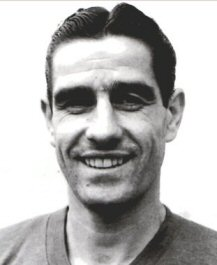
جوزپه گرزار

جوزپه گرزار (به ایتالیایی: Giuseppe Grezar) بازیکن فوتبال اهل ایتالیا است که از سال ۱۹۴۲ میلادی عضو تیم ملی فوتبال ایتالیا بوده و در ۸ بازی ملی حضور داشته‌است. او در بازی‌های ملی‌اش ۱ گل به ثمر رساند.
گرزار آخرین بازی ملی خود را در سال ۱۹۴۸ میلادی انجام داد.